# Косарев, Олег Витальевич
Олег Косарев (родился 6 октября 1988 года в Харькове) — украинский регбист, игрок  команды «Олимп» и сборной Украины. Один из лучших регбистов Украины. Неоднократный лучший бомбардир чемпионата Украины.

## Биография

### Ранние годы
В регби пришёл в 11 классе школы, и по его словам, сразу влюбился в игру. Будучи юниором часто тренировался с основным составом где его и приметил главный тренер. За основу впервые появился во время тренировочного спарринга с командой УИПА. 

### Карьера игрока
Первоначально выходил в главной команде в концовках на 5 минут. Когда образовалась проблема с игроками веера, стал выходить в основном составе и на долгое время застолбил за собой место в составе. Со временем став одной из звезд лиги и главным бомбардиром всего чемпионата. Бьющим Олег стал когда команде отсутствовал штатный бьющий, а у его сменщика не пошла игра, тогда Олег взял на себя функции бьющего, застолбив за собой это право на долгие годы. Также отличительной особенностью игрока является его супер результативность. 
Олегу принадлежит сразу несколько рекордов чемпионата Украины:
- Набрал 71 очко за игру.[9]
- Набрал 481 очко за 13 игр в чемпионате 2015 года[7].
- Стал лучшим бомбардиром Чемпионата Европы  в дивизионе 1В - 78 очков.[10]
- 47 попыток за сезон[7].
- Средняя результативность игрока - 37 очков за матч[11].

### Карьера в сборной
В сборной дебютировал в 2009 году против Чехии. Также Олег выступает и за сборную по регби-7.

## Достижения
- Чемпион Украины — 15 раз[13] (2005, 2006, 2007-08, 2008-09, 2009, 2010, 2011, 2012, 2013, 2014, 2015, 2016, 2017, 2018, 2019)
- Серебряный призёр чемпионата Украины — 1 раз (2007)
- Обладатель Кубка Украины по регби — 9 раз (2005, 2006, 2007, 2009, 2010, 2011, 2015, 2016, 2017)
- Чемпион Украины по регби-7 — 10 раз (2008, 2011, 2012, 2013, 2014, 2015, 2016, 2017, 2018, 2019)
- Обладатель Кубка Украины по регби-7 — 7 раз (2012, 2014, 2015, 2016, 2017, 2018, 2019 )